# Tama (drummerk)
Tama is een merk drumstellen en -hardware van het Japanse muziekinstrumentenbedrijf Hoshino Gakki. Tama ontwikkelt en fabriceert zijn duurste drumstellen in het Japanse Seto, terwijl hun hardware en goedkopere drumstellen worden gemaakt in Kanton in China. Hoshino heeft in de wereld diverse kantoren voor marketing en verkoop.

## Geschiedenis
Hoshino Gakki begon met de productie van trommels in 1965 onder de naam "Star Drums". Deze naam werd gekozen omdat Hoshino, de familienaam van de oprichter, zich in het Engels laat vertalen als star field. De trommels werden geproduceerd bij Hoshino's dochteronderneming Tama Seisakusho, die in 1962 geopend was voor de fabricage van gitaren en versterkers van het merk Ibanez. Terwijl de productie van gitaren en versterkers naar andere fabrieken werd verhuisd, groeide de productie van drumstellen. De twee topmodellen Imperial Star en Royal Star vormden een stevige concurrentie voor de duurdere Amerikaanse merken Rogers, Ludwig en Slingerland toen zij in de Verenigde Staten werden geïntroduceerd.
In 1974 besloot Hoshino drumstellen en hardware van hoge kwaliteit te fabriceren en daarvoor de merknaam Tama te gebruiken. Tama was de naam van de echtgenote van de eigenaar en betekent "juweel" in het Japans. Ook het woord "Star" wordt nog steeds voor Tama-modellen gebruikt.
Tama en Drum Workshop (DW) kochten in 1977 gezamenlijk de failliete Camco Drum Company. Afgesproken werd dat DW de fabrieken en machines kreeg en Tama de naam Camco en de patentrechten.
In die tijd fabriceerde Camco een drumpedaal dat wel beschouwd werd als het beste pedaal dat er bestond. DW zette de productie ervan voort onder de naam DW5000, Tama fabriceerde hetzelfde pedaal onder de naam Camco. De Tama-versie wordt ook wel het Tamco-pedaal genoemd om deze te onderscheiden van de Camco-pedaal. Tama integreerde alle technieken van Camco in zijn productietechniek, waardoor Tama's drumkwaliteit snel steeg. Het oorspronkelijke plan was de naam Tama te gebruiken voor het goedkopere segment en Camco voor het professionele segment, maar zelfs beroepsmuzikanten gebruikten al Tamadrums vanwege de goede prijs-kwaliteitverhouding.
Tama was een van de eerste bedrijven die zeer duurzame hardware fabriceerde, alsook drumbevestigingssystemen die niet door de trommels heen gingen, zoals veel van de andere merken rond 1970. Ook waren zij de uitvinder van bijzondere tom-toms genaamd octobans. Octobans hebben een diameter van 15 centimeter en worden gemaakt in acht verschillende lengten (octo is Grieks voor "acht") tot ongeveer 60 centimeter. Deze hebben een verschillende toonhoogte door hun verschil in lengte in plaats van breedte.